# Јован Шљивић
Јован Шљивић (Крушевац, 14. октобар 2005) српски је фудбалер који тренутно наступа за Црвену звезду и РФК Графичар.

## Статистика

### Клупска
Ажурирано 27. децембра 2023.
|                                |          |                  |    |   |   |   |   |   |   |   |    |   |  |  |
| Графичар (позајмица)           | 2022/23. | Прва лига Србије | 12 | 4 | 0 | 0 | — | — | 0 | 0 | 12 | 4 |  |  |
| Графичар (двојна регистрација) | 2023/24. | Прва лига Србије | 9  | 1 | 0 | 0 | — | — | — | — | 9  | 1 |  |  |
| Графичар (двојна регистрација) | Укупно   | Укупно           | 21 | 5 | 0 | 0 | — | — | 0 | 0 | 21 | 5 |  |  |
|                                |          |                  |    |   |   |   |   |   |   |   |    |   |  |  |
| Црвена звезда                  | 2023/24. | Суперлига Србије | 4  | 0 | 2 | 2 | 0 | 0 | — | — | 6  | 2 |  |  |
|                                |          |                  |    |   |   |   |   |   |   |   |    |   |  |  |
| Каријера                       | Каријера | Каријера         | 25 | 5 | 2 | 2 | 0 | 0 | 0 | 0 | 27 | 7 |  |  |
|                                |          |                  |    |   |   |   |   |   |   |   |    |   |  |  |

### Утакмице у дресу репрезентације
| Репрезентација Србије у узрасту до 15 година старости | Репрезентација Србије у узрасту до 15 година старости | Репрезентација Србије у узрасту до 15 година старости | Репрезентација Србије у узрасту до 15 година старости | Репрезентација Србије у узрасту до 15 година старости | Репрезентација Србије у узрасту до 15 година старости | Репрезентација Србије у узрасту до 15 година старости | Репрезентација Србије у узрасту до 15 година старости | Репрезентација Србије у узрасту до 15 година старости | Репрезентација Србије у узрасту до 15 година старости |
| #                                                     | Датум                                                 | Такмичење                                             | Локација                                              | Домаћин                                               | Резултат                                              | Гост                                                  | Гол                                                   | Реф.                                                  |                                                       |
| ----------------------------------------------------- | ----------------------------------------------------- | ----------------------------------------------------- | ----------------------------------------------------- | ----------------------------------------------------- | ----------------------------------------------------- | ----------------------------------------------------- | ----------------------------------------------------- | ----------------------------------------------------- | ----------------------------------------------------- |
| 1.                                                    | 14. мај 2019.                                         | Трофеј Црна Гора                                      | ДГ Aренa, Подгорица                                   | Србија                                                | 5 : 1                                                 | Северна Македонија                                    |                                                       | [ 10 ]                                                |                                                       |
| 2.                                                    | 17. мај 2019.                                         | Трофеј Црна Гора                                      | Помоћни терен ФК Будућност Подгорица                  | Црна Гора                                             | 0 : 1                                                 | Србија                                                |                                                       | [ 11 ]                                                |                                                       |
| 3.                                                    | 29. октобар 2019.                                     | Развојни турнир УЕФА                                  | Кућа фудбала, Стара Пазова                            | Србија                                                | 3 : 0                                                 | Словенија                                             | Гол                                                   | [ 12 ]                                                |                                                       |
| 6.                                                    | 2. новембар 2019.                                     | Развојни турнир УЕФА                                  | Кућа фудбала, Стара Пазова                            | Србија                                                | 0 : 1                                                 | Израел                                                |                                                       | [ 13 ]                                                |                                                       |
| 4                                                     | Укупан број утакмица и постигнутих погодака           | Укупан број утакмица и постигнутих погодака           | Укупан број утакмица и постигнутих погодака           | Укупан број утакмица и постигнутих погодака           | Укупан број утакмица и постигнутих погодака           | Укупан број утакмица и постигнутих погодака           | 1                                                     |                                                       |                                                       |

| Репрезентација Србије у узрасту до 16 година старости | Репрезентација Србије у узрасту до 16 година старости | Репрезентација Србије у узрасту до 16 година старости | Репрезентација Србије у узрасту до 16 година старости | Репрезентација Србије у узрасту до 16 година старости | Репрезентација Србије у узрасту до 16 година старости | Репрезентација Србије у узрасту до 16 година старости | Репрезентација Србије у узрасту до 16 година старости | Репрезентација Србије у узрасту до 16 година старости | Репрезентација Србије у узрасту до 16 година старости |
| #                                                     | Датум                                                 | Такмичење                                             | Локација                                              | Домаћин                                               | Резултат                                              | Гост                                                  | Гол                                                   | Реф.                                                  |                                                       |
| ----------------------------------------------------- | ----------------------------------------------------- | ----------------------------------------------------- | ----------------------------------------------------- | ----------------------------------------------------- | ----------------------------------------------------- | ----------------------------------------------------- | ----------------------------------------------------- | ----------------------------------------------------- | ----------------------------------------------------- |
| 1.                                                    | 11. мај 2021.                                         | Меморијални турнир „Миљан Миљанић”                    | Кућа фудбала, Стара Пазова                            | Србија                                                | 3 : 0                                                 | Бугарска                                              | Гол                                                   | [ 14 ]                                                |                                                       |
| 2.                                                    | 13. мај 2021.                                         | Меморијални турнир „Миљан Миљанић”                    | Кућа фудбала, Стара Пазова                            | Србија                                                | 2 : 0                                                 | Црна Гора                                             |                                                       | [ 15 ]                                                |                                                       |
| 2                                                     | Укупан број утакмица и постигнутих погодака           | Укупан број утакмица и постигнутих погодака           | Укупан број утакмица и постигнутих погодака           | Укупан број утакмица и постигнутих погодака           | Укупан број утакмица и постигнутих погодака           | Укупан број утакмица и постигнутих погодака           | 1                                                     |                                                       |                                                       |

| Репрезентација Србије у узрасту до 17 година старости | Репрезентација Србије у узрасту до 17 година старости | Репрезентација Србије у узрасту до 17 година старости | Репрезентација Србије у узрасту до 17 година старости | Репрезентација Србије у узрасту до 17 година старости | Репрезентација Србије у узрасту до 17 година старости | Репрезентација Србије у узрасту до 17 година старости | Репрезентација Србије у узрасту до 17 година старости | Репрезентација Србије у узрасту до 17 година старости | Репрезентација Србије у узрасту до 17 година старости |
| #                                                     | Датум                                                 | Такмичење                                             | Локација                                              | Домаћин                                               | Резултат                                              | Гост                                                  | Гол                                                   | Реф.                                                  |                                                       |
| ----------------------------------------------------- | ----------------------------------------------------- | ----------------------------------------------------- | ----------------------------------------------------- | ----------------------------------------------------- | ----------------------------------------------------- | ----------------------------------------------------- | ----------------------------------------------------- | ----------------------------------------------------- | ----------------------------------------------------- |
| 1.                                                    | 16. септембар 2021.                                   | Пријатељска утакмица                                  | ТЦФФСМ, Скопље                                        | Северна Македонија                                    | 0 : 5                                                 | Србија                                                |                                                       | [ 16 ]                                                |                                                       |
| 2.                                                    | 21. октобар 2021.                                     | Квалификације за Европско првенство                   | Кућа фудбала, Стара Пазова                            | Србија                                                | 11 : 0                                                | Лихтенштајн                                           | Гол · Гол                                             | [ 17 ]                                                |                                                       |
| 3.                                                    | 24. октобар 2021.                                     | Квалификације за Европско првенство                   | Кућа фудбала, Стара Пазова                            | Србија                                                | 0 : 2                                                 | Бугарска                                              |                                                       | [ 18 ]                                                |                                                       |
| 4.                                                    | 27. октобар 2021.                                     | Квалификације за Европско првенство                   | Кућа фудбала, Стара Пазова                            | Србија                                                | 1 : 0                                                 | Хрватска                                              |                                                       | [ 19 ]                                                |                                                       |
| 5.                                                    | 23. март 2022.                                        | Квалификације за Европско првенство                   | Стадион у Раденцима                                   | Србија                                                | 3 : 1                                                 | Турска                                                | Гол                                                   | [ 20 ]                                                |                                                       |
| 6.                                                    | 26. март 2022.                                        | Квалификације за Европско првенство                   | Стадион у Раденцима                                   | Словенија                                             | 2 : 2                                                 | Србија                                                |                                                       | [ 21 ]                                                |                                                       |
| 7.                                                    | 29. март 2022.                                        | Квалификације за Европско првенство                   | Стадион у Раденцима                                   | Велс                                                  | 2 : 4                                                 | Србија                                                |                                                       | [ 22 ]                                                |                                                       |
| 8.                                                    | 17. мај 2022.                                         | Европско првенство                                    | Стадион Хаберфелд, Ришон Лецион                       | Србија                                                | 1 : 1                                                 | Белгија                                               |                                                       | [ 23 ]                                                |                                                       |
| 9.                                                    | 20. мај 2022.                                         | Европско првенство                                    | Стадион Хаберфелд, Ришон Лецион                       | Србија                                                | 2 : 1                                                 | Турска                                                | Гол                                                   | [ 24 ]                                                |                                                       |
| 10.                                                   | 22. мај 2022.                                         | Европско првенство                                    | Стадион Хаберфелд, Ришон Лецион                       | Шпанија                                               | 1 : 1                                                 | Србија                                                |                                                       | [ 25 ]                                                |                                                       |
| 11.                                                   | 26. мај 2022.                                         | Европско првенство                                    | Градски стадион, Нес Зиона                            | Данска                                                | 1 : 2                                                 | Србија                                                |                                                       | [ 26 ]                                                |                                                       |
| 12.                                                   | 29. мај 2022.                                         | Европско првенство                                    | Стадион Нетања                                        | Холандија                                             | 2 : 2                                                 | Србија                                                |                                                       | [ 27 ]                                                |                                                       |
| 12                                                    | Укупан број утакмица и постигнутих погодака           | Укупан број утакмица и постигнутих погодака           | Укупан број утакмица и постигнутих погодака           | Укупан број утакмица и постигнутих погодака           | Укупан број утакмица и постигнутих погодака           | Укупан број утакмица и постигнутих погодака           | 4                                                     |                                                       |                                                       |

| Репрезентација Србије у узрасту до 19 година старости | Репрезентација Србије у узрасту до 19 година старости | Репрезентација Србије у узрасту до 19 година старости | Репрезентација Србије у узрасту до 19 година старости | Репрезентација Србије у узрасту до 19 година старости | Репрезентација Србије у узрасту до 19 година старости | Репрезентација Србије у узрасту до 19 година старости | Репрезентација Србије у узрасту до 19 година старости | Репрезентација Србије у узрасту до 19 година старости | Репрезентација Србије у узрасту до 19 година старости |
| #                                                     | Датум                                                 | Такмичење                                             | Локација                                              | Домаћин                                               | Резултат                                              | Гост                                                  | Гол                                                   | Реф.                                                  |                                                       |
| ----------------------------------------------------- | ----------------------------------------------------- | ----------------------------------------------------- | ----------------------------------------------------- | ----------------------------------------------------- | ----------------------------------------------------- | ----------------------------------------------------- | ----------------------------------------------------- | ----------------------------------------------------- | ----------------------------------------------------- |
| 1.                                                    | 22. септембар 2022.                                   | Меморијални турнир „Стеван Вилотић Ћеле”              | Градски стадион, Суботица                             | Србија                                                | 3 : 1                                                 | Финска                                                |                                                       | [ 28 ]                                                |                                                       |
| 2.                                                    | 24. септембар 2022.                                   | Меморијални турнир „Стеван Вилотић Ћеле”              | Стадион Милан Средановић, Кула                        | Србија                                                | 0 : 3                                                 | Португалија                                           |                                                       | [ 29 ]                                                |                                                       |
| 3.                                                    | 20. новембар 2022.                                    | Квалификације за Европско првенство                   | Стадион Ђорче Петров, Скопље                          | Србија                                                | 4 : 0                                                 | Сан Марино                                            |                                                       | [ 30 ]                                                |                                                       |
| 4.                                                    | 7. септембар 2023.                                    | Меморијални турнир „Стеван Вилотић Ћеле”              | Градски стадион, Суботица                             | Србија                                                | 3 : 1                                                 | Мађарска                                              |                                                       | [ 31 ]                                                |                                                       |
| 5.                                                    | 9. септембар 2023.                                    | Меморијални турнир „Стеван Вилотић Ћеле”              | Стадион Милан Средановић, Кула                        | Србија                                                | 3 : 0                                                 | Црна Гора                                             |                                                       | [ 32 ]                                                |                                                       |
| 6.                                                    | 12. септембар 2023.                                   | Меморијални турнир „Стеван Вилотић Ћеле”              | Градски стадион, Суботица                             | Србија                                                | 0 : 1                                                 | Француска                                             |                                                       | [ 33 ]                                                |                                                       |
| 7.                                                    | 11. октобар 2023.                                     | Пријатељска утакмица                                  | Стадион Металца, Горњи Милановац                      | Србија                                                | 5 : 4                                                 | Италија                                               |                                                       | [ 34 ]                                                |                                                       |
| 8.                                                    | 14. октобар 2023.                                     | Пријатељска утакмица                                  | Кућа фудбала, Стара Пазова                            | Србија                                                | 1 : 3                                                 | Италија                                               |                                                       | [ 35 ]                                                |                                                       |
| 9.                                                    | 15. новембар 2023.                                    | Квалификације за Европско првенство                   | Стадион у Албени                                      | Србија                                                | 1 : 0                                                 | Андора                                                |                                                       | [ 36 ]                                                |                                                       |
| 10.                                                   | 19. новембар 2023.                                    | Квалификације за Европско првенство                   | Стадион Спартака, Варна                               | Србија                                                | 0 : 0                                                 | Бугарска                                              |                                                       | [ 37 ]                                                |                                                       |
| 11.                                                   | 21. новембар 2023.                                    | Квалификације за Европско првенство                   | Стадион Спартака, Варна                               | Шкотска                                               | 2 : 1                                                 | Србија                                                |                                                       | [ 38 ]                                                |                                                       |
| 11                                                    | Укупан број утакмица и постигнутих погодака           | Укупан број утакмица и постигнутих погодака           | Укупан број утакмица и постигнутих погодака           | Укупан број утакмица и постигнутих погодака           | Укупан број утакмица и постигнутих погодака           | Укупан број утакмица и постигнутих погодака           | 0                                                     |                                                       |                                                       |